# Rails Into Laramie
Rails Into Laramie (bra: A Senda do Sangue) é um filme de faroeste estadunidense de 1954 dirigido por Jesse Hibbs e estrelado por John Payne, Mari Blanchard, Dan Duryea, Joyce Mackenzie, Barton MacLane e Ralph Dumke.

## Elenco
- John Payne como Jefferson Harder
- Mari Blanchard como Lou Carter
- Dan Duryea como Jim Shanessy
- Joyce MacKenzie como Helen Shanessy
- Barton MacLane como Lee Graham
- Ralph Dumke como Prefeito Frank Logan
- Harry Shannon como Juiz Pierce
- James Griffith como Marshal Orrie Sommers
- Lee Van Cleef como Ace Winton
- Myron Healey como Con Winton
- Charles Horvath como Pike Murphy
- George Chandler como Grimes
- Douglas Kennedy como Operador de Telégrafo
- Alexander Campbell como Higby